# Ołena Kostewycz
Ołena Dmitriwna Kostewycz (ukr. Оле́на Дми́трівна Косте́вич; ur. 14 kwietnia 1985 r. w Chabarowsku) – ukraińska strzelczyni sportowa, trzykrotna medalistka olimpijska.
Specjalizuje się w strzelaniu z pistoletu. Brała udział na czterech igrzyskach. Zadebiutowała w wieku 19 lat w na igrzyskach w 2004 roku w Atenach. Zdobyła tam złoto w konkurencji pistoletu pneumatycznego z 10 metrów. Osiem lat później w Londynie w tej samej konkurencji zdobyła brązowy medal. Do tego dołożyła brąz w strzelaniu z pistoletu sportowego na dystansie 25 metrów.

## Igrzyska olimpijskie
| Igrzyska | Miejscowość    | Konkurencja                 | Kwalifikacje | Kwalifikacje | Finał                   | Finał                   |
| Igrzyska | Miejscowość    | Konkurencja                 | Wynik        | Pozycja      | Wynik                   | Pozycja                 |
| -------- | -------------- | --------------------------- | ------------ | ------------ | ----------------------- | ----------------------- |
| IO 2004  | Ateny          | Pistolet pneumatyczny, 10 m | 384          | 8. Q         | 483,3                   | złoto                   |
| IO 2004  | Ateny          | Pistolet sportowy, 25 m     | 569          | 27.          | Nie zakwalifikowała się | Nie zakwalifikowała się |
| IO 2008  | Pekin          | Pistolet pneumatyczny, 10 m | 378          | 31.          | Nie zakwalifikowała się | Nie zakwalifikowała się |
| IO 2008  | Pekin          | Pistolet sportowy, 25 m     | 575          | 26.          | Nie zakwalifikowała się | Nie zakwalifikowała się |
| IO 2012  | Londyn         | Pistolet pneumatyczny, 10 m | 387          | 2. Q         | 486,6                   | brąz                    |
| IO 2012  | Londyn         | Pistolet sportowy, 25 m     | 585          | 5. Q         | 788,6                   | brąz                    |
| IO 2016  | Rio de Janeiro | Pistolet pneumatyczny, 10 m | 378          | 28.          | Nie zakwalifikowała się | Nie zakwalifikowała się |
| IO 2016  | Rio de Janeiro | Pistolet sportowy, 25 m     | 283          | 22.          | Nie zakwalifikowała się | Nie zakwalifikowała się |